# Boutaina El Hadri
Boutaina El Hadri és una activista social hispano-marroquina, experta en inclusió, migració i lluita contra la discriminació.
Nascuda a Tetuan, Marroc, i radicada a València, Espanya des de 2001, Boutaina El Hadri és una activista social i experta en inclusió, migració i lluita contra la discriminació. Com a gerent de Jovesólides Espanya des de 2011, ha implementat projectes i programes a nivell nacional i europeu per combatre les desigualtats, promoure la inclusió social i abordar el racisme, el discurs d'odi i la islamofòbia.
Entre les seues iniciatives recents més destacades es troba l'Escola de Ciutadania per a migrants de la Comunitat Valenciana, que des de l'any 2019 compta amb cinc edicions ininterrompudes, que busca fomentar la participació ciutadana de les persones migrants, promovent l'enteniment intercultural i la incorporació en els moviments associatius i en la vida política de la Comunitat Valenciana i Espanya.  
A més de la seua labor en Jovesólides Espanya, El Hadri és Vicepresidenta del Consell Valencià de Migració i ha impulsat diferents moviments socials com València amb Palestina i Moviment Força Migrant. També forma part de la Junta Directiva de l'Associació Casa Marroc i de la Coordinadora d'Entitats de Solidaritat amb Àfrica (CESAFRICA), que fomenta iniciatives de solidaritat amb el continent africà, com projectes de reconstrucció arran del terratrèmol a Marroc en 2023.
En el seu rol com a gerent de Jovesólides, El Hadri participa en diverses xarxes, incloent la CVONGD, la Xarxa Espanyola Anna Lindh, ENAR, All DIGITAL, la PLATAFORMA RED CONECTA, la PLATAFORMA DEL VOLUNTARIAT i EAPN, que treballen en l'erradicació de la pobresa, la promoció dels drets humans, la igualtat racial, la inclusió digital i la lluita contra l'exclusió social. 
En 2024, ha estat elegida membre de la Junta Directiva de la Xarxa Europea contra el Racisme (ENAR), una organització amb més de 150 entitats a Europa que treballen per erradicar el racisme i totes les formes de discriminació racial.
En 2009, va rebre el premi de la fundació Ceimigra (València) per la seua investigació "El rol dinamitzador dels estudiants immigrants en el codesenvolupament", que es va publicar com a llibre en 2010, en col·laboració amb la Fundació Ceimigra i Bancaixa.  
A més de la seua labor professional, El Hadri ha participat com a ponent en diversos congressos i seminaris nacionals i internacionals, abordant temes com la lluita contra la islamofòbia, amb especial èmfasi en la islamofòbia de gènere. A més, ha impartit conferències en l'àmbit de l'emprenedoria i la innovació, centrant-se en l'economia social i les noves oportunitats per a emprendre, col·laborant amb centres d'empreses i innovació.